# Curruíra
Troglodytes aedon, popularmente conhecida como corruíra, curruíra, cambaxirra, correte, maria-judia, currila, cambaxirra, cambuxirra, garrincha, cutipuruí, rouxinol, corruíra-de-casa, carriça, garriça, curuíra, coroíra, curreca, chirachola e carruíra, é uma espécie de ave passeriforme da família dos trogloditídeos, que habita uma grande parte das Américas. Apresenta cor em vários tons de marrom. Mede aproximadamente 12cm do bico até a cauda. A espécie T. aedon era descrita como habitando quase toda a América, exceto o Ártico, mas recentemente foi proposta a subdivisão da espécie em duas, sendo a outra Troglodytes musculus, abrangendo as populações da América Central e América do Sul, embora a questão permaneça polêmica.
Um dos pássaros mais conhecidos do país. Presente em todo o Brasil e também da América do Norte a toda a América do Sul. Muito comum, ocorre virtualmente em todos os habitats abertos e semi-abertos, aparecendo rapidamente em clareiras abertas em regiões florestadas. Habita também os arredores de casas e jardins, inclusive no centro de cidades, e ocupa ilhas na costa marítima.

## Alimentação

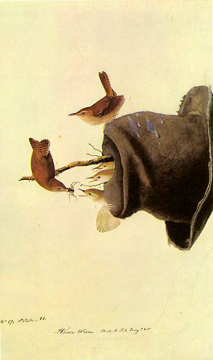
Ilustração de um família de curruíras por John James Audubon

É onívora, predominando em sua dieta os insetos e suas larvas; come também lagartixas, sementes e frutos.

## Reprodução
Vive solitária ou aos pares; macho e fêmea cantam em dueto. Faz ninho forrando qualquer cavidade, seja um pau oco, um buraco ou mesmo um ninho abandonado de joão-de-barro. Põe de 3 a 4 ovos de cor vermelho-claro, densamente salpicados de vermelho-escuro, com manchas em cinza-claro.